# Floridsdorf
Floridsdorf az osztrák főváros, Bécs XXI. kerülete.

## Története

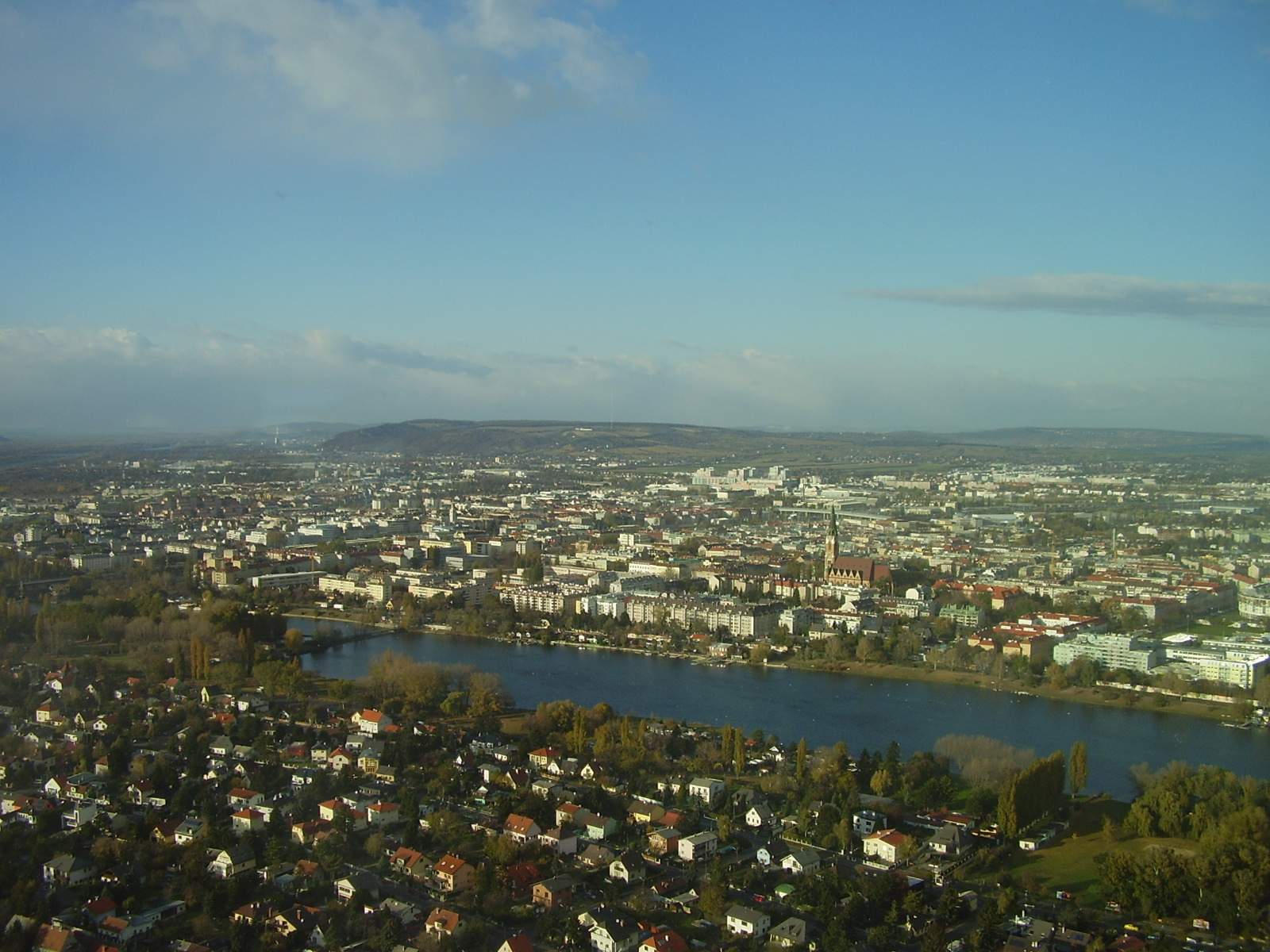
Floridsdorf látképe a Donauturmból

A település Floridus klosterneuburgi prépost nevét viseli, az ő idejében, 1768-ban jelölte ki ugyanis a klosterneuburgi apátság Hajdschüttauban azt a mintegy 30 láb hosszú területet a mai Schloßhaferstraße mentén, amely a település magját alkotta. A település fejlődésnek indult, 1793-ban már iskolája, 1801-ben saját temploma volt.
A vasút kiépítése is hozzájárult a település fejlődéséhez a 19. században, az északi vasút 1837-es és az északnyugati vonal 1872-es megépítését követően nemsokára megjelentek a gyárak is a község határában. Floridsdorf a századfordulóra ipari- és közlekedési centrummá, és ezzel együtt az ipari munkásság lakóhelyévé vált. 1904. december 20-án egyesítették a közeli Aspern, Hirschstetter, Kagran és Stadlau községekkel, és létrejött Bécs XXI. kerülete.
Florinsdorf már 1934-ben az antifasiszta mozgalmak egyik központjának számított, és 1938 és 1945 között a kerületi üzemek munkásai számos ellenállócsoportot szerveztek. A második világháború alatt súlyos bombakárokat szenvedett, melyeket mára helyrehoztak. A betelepülések hatására a kerület népessége az 1950-es évekbeli 70 000-ről mára 130 000 fölé nőtt, ma Bécs második legnépesebb kerülete.

## Kerületrészek
A kerület a következő, egykor önálló településekből jött létre:
| Floridsdorf kerületrészei | - Donaufeld - Floridsdorf - Großjedlersdorf - Jedlesee - Leopoldau - Stammersdorf - Strebersdorf Floridsdorfhoz tartozik még a XXII. kerületben lévő Kagran és Kaisermühlen kis része is. |

## Testvérvárosai

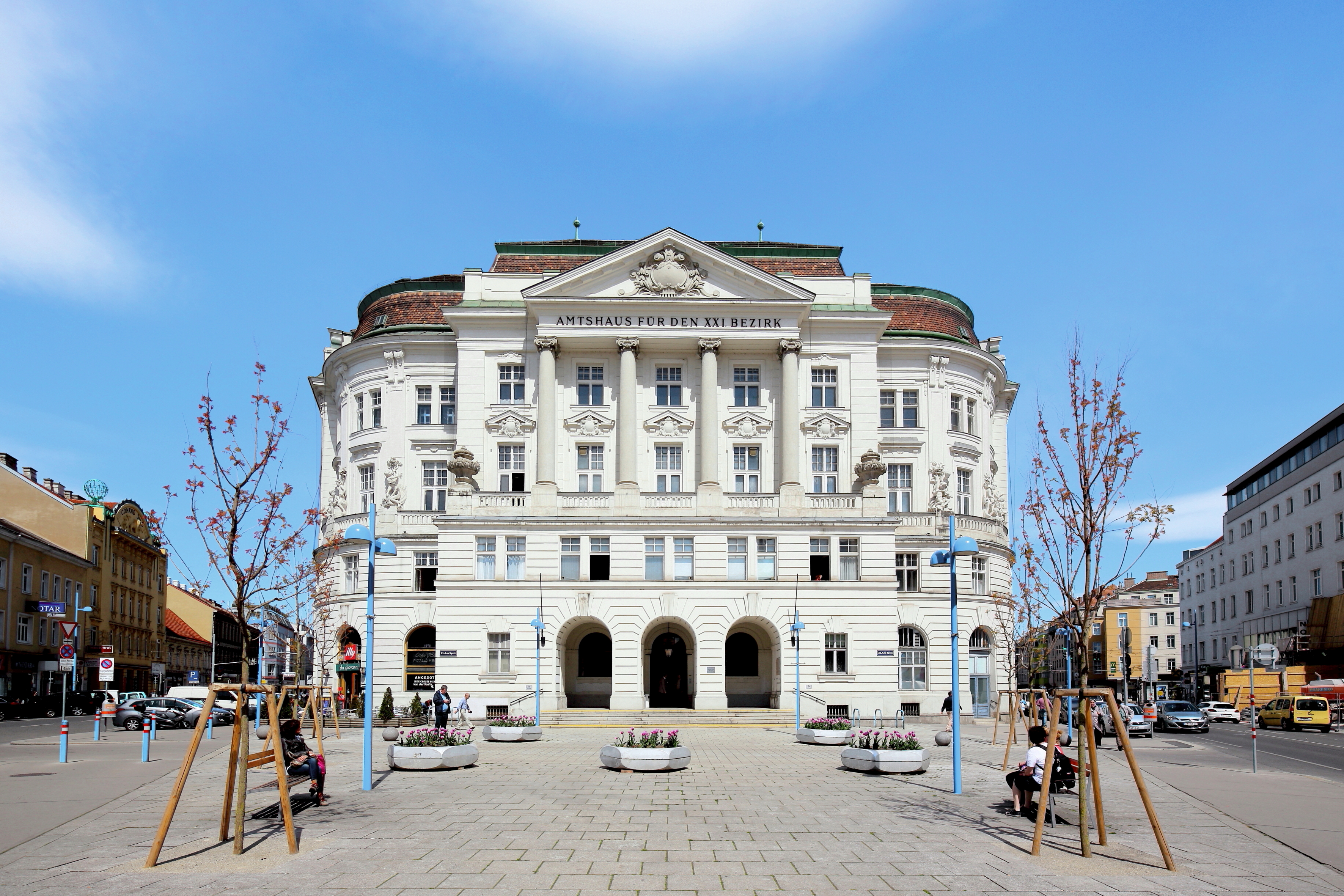
A kerületi városháza

- Budapest XIII. kerülete, Magyarország

## Fordítás
- Ez a szócikk részben vagy egészben  a   Floridsdorf című német Wikipédia-szócikk fordításán alapul.  Az eredeti cikk szerkesztőit annak laptörténete sorolja fel. Ez a jelzés csupán a megfogalmazás eredetét és a szerzői jogokat jelzi, nem szolgál a cikkben szereplő információk forrásmegjelöléseként.